# 陈企平
陈企平（1926年—），男，福建福州人，中国机械制造专家，曾任大连工学院教授、博士生导师。